# Łukówka
Łukówka (ukr. Луківка) – wieś na Ukrainie w rejonie kowelskim obwodu wołyńskiego.
Znajduje się tu przystanek kolejowy Łukówka, położony na linii Sarny – Kowel.